# Alcelaphus buselaphus swaynei
El búbalo de Swayne (Alcelaphus buselaphus swaynei) es una subespecie de búbalo común. Es endémico de Etiopía y su población total se estima en unos 600 ejemplares.